# Apareiodon gransabana
Apareiodon gransabana és una espècie de peix de la família dels parodòntids i de l'ordre dels caraciformes.

## Morfologia
- Els mascles poden assolir 9,2 cm de longitud total.
- Nombre de vèrtebres: 39-41.[4]

## Hàbitat
És un peix d'aigua dolça i de clima tropical (20 °C-25 °C).

## Distribució geogràfica
Es troba a Sud-amèrica: conca del riu Orinoco i conques costaneres de la Guaiana Francesa, Guaiana i Surinam.